# Comuna Helsingør
Helsingør (Helsingør Kommune) este o comună din regiunea Hovedstaden, Danemarca, cu o suprafață totală de 121,64 km².